# 斎藤輝美
斎藤 輝美（さいとう てるみ、1954年2月3日 - ）は、神奈川県出身の元プロ野球選手（内野手）。

## 来歴・人物
横浜高等学校では遊撃手。1971年のドラフト会議で西鉄ライオンズに8位指名され入団。
一軍公式戦出場のないまま、1973年限りで引退した。

## 詳細情報

### 年度別投手成績
- 一軍公式戦出場なし

### 背番号
- 73 （1972年）
- 68 （1973年）